# Jay Youngblood
Jasmon Jovan Youngblood, detto Jay (Detroit, 20 luglio 1984), è un ex cestista statunitense naturalizzato libanese.

## Carriera
Con il Libano ha disputato i Campionati asiatici del 2015.